# Javier Mejías
Javier Mejías Leal (Madrid, 30 september 1983) is een Spaans voormalig wielrenner die in 2017 zijn carrière afsloot bij Team Novo Nordisk. Mejías heeft diabetes type 1 (suikerziekte).

## Overwinningen
2005
1e en 4e etappe Ronde van Extremadura
2007
1e etappe Ronde van Chihuahua

## Resultaten in voornaamste wedstrijden
| Jaar | Ronde van Italië | Ronde van Frankrijk | Ronde van Spanje |
| ---- | ---------------- | ------------------- | ---------------- |
| 2006 |                  |                     |                  |
| 2007 |                  |                     | 50e              |
| 2008 |                  |                     |                  |
| 2009 |                  |                     |                  |
| 2010 |                  |                     |                  |
| 2011 |                  |                     |                  |
| 2012 |                  |                     |                  |
| 2013 |                  |                     |                  |
| 2014 |                  |                     |                  |
| 2015 |                  |                     |                  |
| 2016 |                  |                     |                  |
| 2017 |                  |                     |                  |

| Jaar | Milaan-San Remo | Ronde van Vlaanderen | Amstel Gold Race | Luik-Bast.‑Luik | Ronde van Lombardije | Waalse Pijl | Parijs-Tours | Brabantse Pijl |
| ---- | --------------- | -------------------- | ---------------- | --------------- | -------------------- | ----------- | ------------ | -------------- |
| 2006 |                 | opgave               |                  |                 | 92e                  |             | opgave       |                |
| 2007 |                 |                      |                  |                 | opgave               |             |              |                |
| 2008 | opgave          |                      |                  |                 |                      |             |              |                |
| 2009 |                 |                      | opgave           |                 |                      |             |              |                |
| 2010 |                 |                      |                  |                 |                      |             |              |                |
| 2011 |                 |                      |                  |                 |                      |             | opgave       |                |
| 2012 |                 |                      |                  | opgave          |                      | opgave      |              |                |
| 2013 |                 |                      |                  |                 |                      |             |              |                |
| 2014 |                 |                      |                  |                 |                      |             |              | 89e            |
| 2015 | 99e             |                      |                  |                 |                      |             | opgave       | 16e            |
| 2016 | opgave          |                      |                  |                 |                      |             |              | opgave         |
| 2017 | 159e            |                      |                  |                 |                      |             |              | 114e           |

## Ploegen
- 2005 –  Saunier Duval-Prodir (stagiair vanaf 1-8)
- 2006 –  Saunier Duval-Prodir
- 2007 –  Saunier Duval-Prodir
- 2008 –  Scott-American Beef [a]
- 2009 –  Fuji-Servetto
- 2010 –  Team Type 1
- 2011 –  Team Type 1-Sanofi [b]
- 2012 –  Team Type 1-Sanofi
- 2013 –  Team Novo Nordisk
- 2014 –  Team Novo Nordisk
- 2015 –  Team Novo Nordisk
- 2016 –  Team Novo Nordisk
- 2017 –  Team Novo Nordisk

1. ↑  Tot augustus heette de ploeg Saunier Duval-Scott, maar na de positieve dopingtest van Riccardo Riccò tijdens de Ronde van Frankrijk stopte Saunier Duval de sponsoring. In augustus nam Scott Sports de rol als titelsponsor over, met American Beef als cosponsor.
2. ↑  Tot augustus heette de ploeg Team Type 1-Sanofi Aventis, maar na een fusie van de cosponsor werd de naam veranderd.